# Brignano Gera d'Adda
Brignano Gera d'Adda (Brignà [bɾiˈɲa] in dialetto bergamasco, milanese e cremonese, e semplicemente Brignano fino al 1863) è un comune italiano di 6 209 abitanti della provincia di Bergamo in Lombardia.
Situato nella pianura bergamasca, nel lembo di terra denominato Gera d'Adda, dista circa 18 chilometri a sud dal capoluogo orobico.

## Storia
Le origini del comune risalgono al I secolo a.C. quando nella zona si verificarono numerosi insediamenti Ambroxiani, come testimoniato dai numerosi ritrovamenti archeologici dell'epoca.
Il primo documento che attesta l'esistenza del borgo risale invece all'847.

### Medioevo
La storia di Brignano si intreccia con quella dei Visconti fin dal 1186, data in cui Federico Barbarossa ne concede loro il territorio in feudo.
Dopo essere passata, nel 1272, ai Torriani rientra nel possesso dei Visconti nel 1310.
Sagramoro I, figlio naturale di Bernabò Visconti e di Montanina de Lazzari, fu legittimato dal padre e da egli infeudato della Signoria di Brignano Gera d'Adda nel 1380. Sagramoro Visconti, Signore di Brignano fu il capostipite della linea dinastica dei Visconti di Brignano. Il cognome e lo stemma dei Visconti, Signori di Brignano è dal 1602 portato dalla famiglia dei Conti Marazzani Visconti Terzi, Signori di Paderna e di Villa del Riglio, Signori di Castelnuovo e Fabbiano, Signori di Gamalero e della Sforzesca, Conti di Paderna e di Villa del Riglio, Signori di Montanaro, Signori di Valconasso, Patrizi di Piacenza. La famiglia Visconti di Brignano è rappresentata da Gianfranco Marazzani Visconti Terzi di Piacenza, quale capo della famiglia e da altri membri della famiglia stessa. Sagramoro Visconti Signore di Brignano (morto assassinato nel 1385 dal primo cugino Gian Galeazzo Visconti, Signore e Duca di Milano) fu il capostipite degli illustri seguenti rami dei Visconti:
- Conti di Sezze, estinto nel 1716
- Marchesi di San Giorgio, estinto nel 1724
- Signori di Brignano, estinto nel 1764
- Marchesi di Borgoratto, estinto nel 1787
- Conti di Saliceto, estinto nel 1924.

La dominazione viscontea venne sancita in modo definitivo dalla costruzione del fosso bergamasco, che delimitava i territori di Brignano a nord e ad est, dividendolo dalle terre poste sotto la repubblica di Venezia ed includendolo definitivamente sotto l'influenza milanese.
L'ultima discendente dei Visconti di Brignano, Antonietta Visconti Sauli o Aimi, chiude questa linea dinastica, in ascendenza maschile, con la propria morte nel 1892.
Alcuni autori hanno riconosciuto in Francesco Bernardino Visconti l'Innominato di Alessandro Manzoni.

### Simboli
Lo stemma e il gonfalone sono stati approvati dal consiglio comunale il 27 marzo 2001 e concessi con D.P.R. del 5 giugno dello stesso anno.
Il biscione è simbolo dei Visconti, insediatisi nel paese dal 1186 al 1892. La torre è quella detta dell'Uccelliera, importante monumento di valore storico e artistico all'interno del Palazzo Visconti, diventato simbolo del paese. La verghetta d'azzurro attraversante sulla partizione, divide i due metalli, argento e oro, e nel colore ricorda i numerosi corsi d'acqua: l'Adda, il Serio e il Fosso bergamasco che delimitano la zona denominata Gera d'Adda.
Il gonfalone è un drappo partito di giallo e di azzurro.

## Monumenti e luoghi d'interesse

### Architetture civili

#### Palazzo Visconti

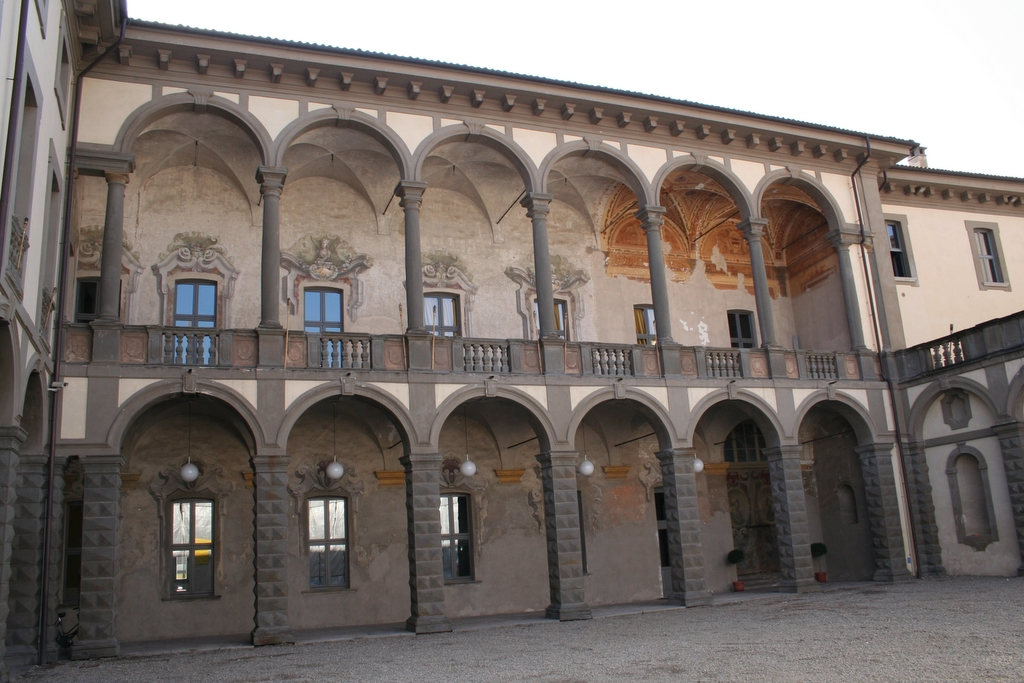
Cortile del Palazzo Vecchio

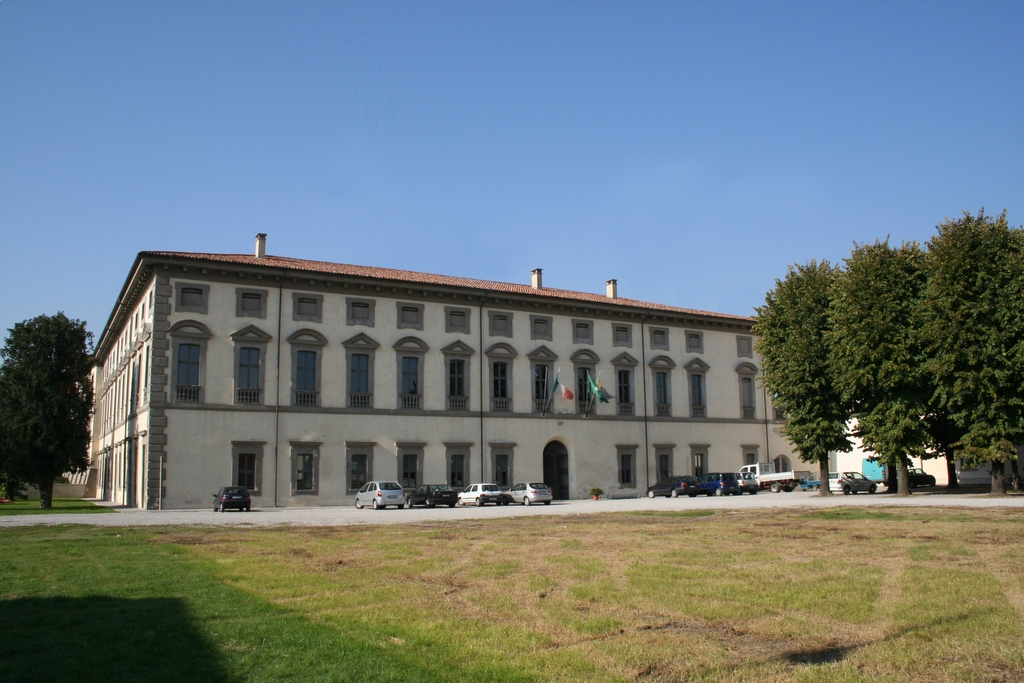
Palazzo Vecchio

Di particolare interesse nel comune è il palazzo visconteo che nella parte conosciuta come Palazzo Vecchio ospita la sede dell'amministrazione comunale, mentre il Palazzo Nuovo ha subito una serie di passaggi di proprietà presso privati.
I palazzi sono ampiamente affrescati, tra gli autori ricordiamo i Fratelli Galliari ed il Magnasco.
Dalle facciate esterne del palazzo vecchio, si nota la tipica architettura di fine 500 e inizio 600. 
All'interno, un porticato con pilastri a pianta quadrata. 
All'interno delle sale a pian terreno (che ospitano gli uffici comunali) si possono ammirare affreschi sui soffitti. 
Uno scalone a tre rampe, dalle pareti interamente affrescate, porta al piano nobile. La parete adiacente al primo pianerottolo riporta la rappresentazione di un guerriero, che rimanda all'idea della stirpe vittoriosa dei Visconti; sulla parete sud è manifestata la lotta tra Ercole (riconoscibile dalla pelle del leone che lo ricopre parzialmente) e il gigante Anteo. A bilanciare le scene, stanno tre statue dipinte di soggetti femminili, che rappresentano la Nobiltà, l'Intelligenza e la Generosità. 
Lo scalone conduce all'ingresso della Sala del Trono, probabilmente in origine destinata a ricevimenti o eventi ufficiali. Sulle pareti sono riconoscibili le rappresentazioni di otto dei dodici signori di Milano. 
Proseguendo la visita, si giunge nell'attigua Sala dell'Innominato, l'ambiente di maggiori dimensioni.
Palazzo Nuovo è un complesso, confinante con Palazzo Vecchio, che risale ai secoli XVI-XVIII. Adiacente all'edificio, si sviluppa un grande parco.
Il palazzo Visconti viene ancora chiamato impropriamente il "castello". Questo fa supporre che un tempo vi fosse una fortificazione difensiva all'interno dell'area dell'odierno Palazzo Vecchio. Durante i lavori di restauro sono state portate alla luce tracce di strutture fortificate nella zona che collega il Palazzo Vecchio al Palazzo Nuovo.
Nel XV secolo la struttura diviene prettamente residenziale, con la serie di interventi che culmineranno poi nel XVII secolo nella completa trasformazione del Castello in Palazzo.

### Architetture religiose
Sul territorio brignanese sono presenti quattro chiese di notevole pregio artistico e storico.

#### Chiesa parrocchiale dell'Assunta
La Chiesa dell'Assunta, la parrocchiale, è stata costruita tra il 1783 e il 1788. Appartiene alla diocesi di Cremona.
Si tratta di un'opera neoclassica a croce latina e a navata unica. All'interno si trovano un altare dei Fantoni e un'Ultima Cena attribuita al Morazzone.
Le pareti e la volta sono ornate con affreschi di Romeo Rivetta, 1914-1918.
L'altare è molto imponente: largo 6,5m e alto 3m, rivestito di bardiglio celeste e decorato da cornici bianche. Al centro dell'altare, il tabernacolo, con una porta in lamina a sbalzo che rappresenta la cena di Emmaus. 
Dietro l'altare, in posizione un po' nascosta, è collocato il Coro.

#### Chiesa di Sant'Andrea
La chiesa di Sant'Andrea è un edificio ecclesiale romanico risalente al X-XI secolo. Si tratta di un edificio a navata unica divisa in quattro campate. 
Vi si accede attraverso un portico quattrocentesco.
Sono ancora leggibili alcuni affreschi che ornano le pareti interne e l'abside. Nel sottarco absidale sono ancora percepibili otto sante raffigurate a mezzo busto inserite in nicchie.
Nell'abside è rappresentato il Creatore tra simbolo evangelico e Dottori della Chiesa.

#### Chiesa di San Rocco
La chiesa di San Rocco risale al XVI secolo e presenta al suo interno degli affreschi di particolare bellezza, tra i quali si distingue, nell'abside, una Madonna e il Bambino tra i santi Sebastiano e Rocco, del 1576.

#### Santuario della Madonna dei Campi

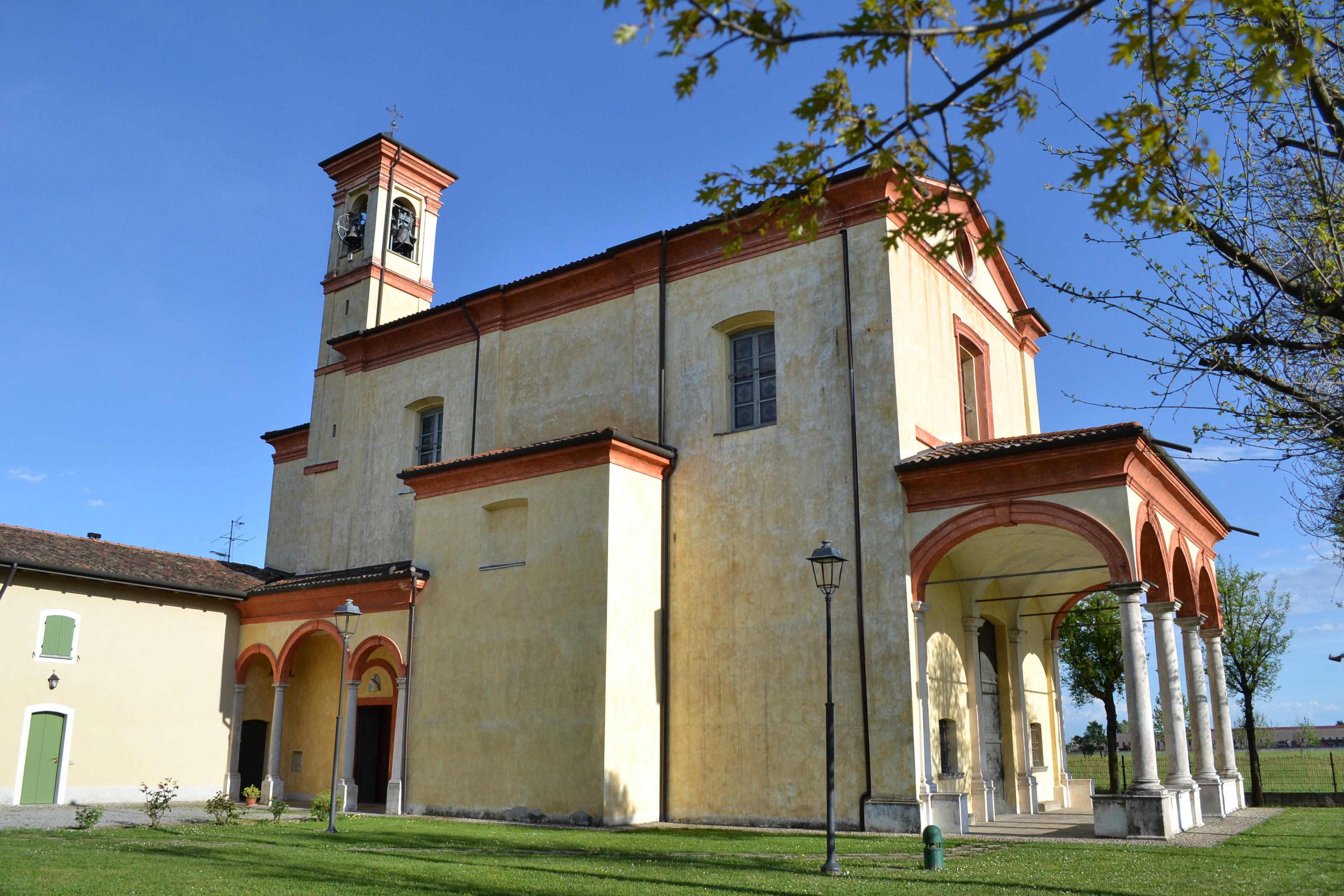
Il santuario della Madonna dei Campi

Il santuario della Madonna dei Campi si trova nelle immediate vicinanze del centro cittadino, nella campagna tra i comuni di Brignano Gera d'Adda, Castel Rozzone e Treviglio.
Si tratta di una chiesa seicentesca a navata unica, il cui elemento più importante è un altare policromo del 1725-1727 attribuito ai Fantoni, e una statua marmorea, di attribuzione non ben definita, rappresentante la Vergine che tiene per mano il Bambino e schiaccia sotto i piedi un animale mostruoso, simbolo del demonio.
La statua, posta in una nicchia dell'altare maggiore, venne incoronata durante una celebrazione dell'anno 1949.
All'esterno un portico a tre arcate, con archi a tutto sesto. Sotto il portico, accanto al portone, si aprono due basse finestre con inginocchiatoio in pietra.
Il campanile, alto 22 metri, conteneva 5 campane, che furono requisite per scopi bellici nel 1942. Furono poi ricollocate nuove campane nel 1949.

## Società

### Evoluzione demografica
- 1 760 nel 1751
- 2 319 nel 1805
- 3 000 dopo annessione di Castel Rozzone nel 1809
- 2 431 nel 1816
- 2 634 nel 1853
- 2 958 nel 1859

Abitanti censiti

## Amministrazione
| Periodo        | Periodo        | Primo cittadino     | Partito                            | Carica  | Note |
| -------------- | -------------- | ------------------- | ---------------------------------- | ------- | ---- |
| 1994           | 14 giugno 1999 | Alfredo Di Landro   | (lista civica) La ruota del Mulino | sindaco |      |
| 15 giugno 1999 | 7 giugno 2009  | Giuseppe Ferri      | Lega Nord                          | sindaco |      |
| 8 giugno 2009  | 25 maggio 2014 | Valerio Moro        | Lega Nord                          | sindaco |      |
| 26 maggio 2014 | 9 giugno 2024  | Beatrice Bolandrini | (lista civica) Brignano al Centro  | sindaco |      |
| 10 giugno 2024 | in carica      | Marco Bonardi       | (lista civica) Brignano che Cambia | sindaco |      |